# Laureles Eréndira
Laureles Eréndira es una localidad del estado mexicano de Michoacán. Es parte del municipio de Tarímbaro. Fue fundada el 18 de noviembre de 2003.

## Toponimia
El nombre «Eréndira» rinde homenaje a la princesa Eréndira, figura legendaria del Imperio purépecha.

## Demografía
| Censo | Población |
| ----- | --------- |
| 2010  | 1290      |
| 2020  | 1379      |